# Gustaf Albert Schéele
Gustaf Albert Schéele, född 8 oktober 1796, död 21 januari 1844 i Stockholm, var en svensk gördelmakare och ciselör.
Han var son till kramhandlaren Johan Fredrik Schéele och Ulrica Geringius och gift med Elisabet Charlotta Herrbarth samt bror till litografen Johan Mauritz Schéele. Han var verksam som gördelmakare och ciselör i Stockholm. 